# Stenoheriades mackieae
Stenoheriades mackieae är en biart som först beskrevs av Cockerell 1936.  Stenoheriades mackieae ingår i släktet Stenoheriades och familjen buksamlarbin. Inga underarter finns listade i Catalogue of Life.